# Montage pour le recueil de gaz

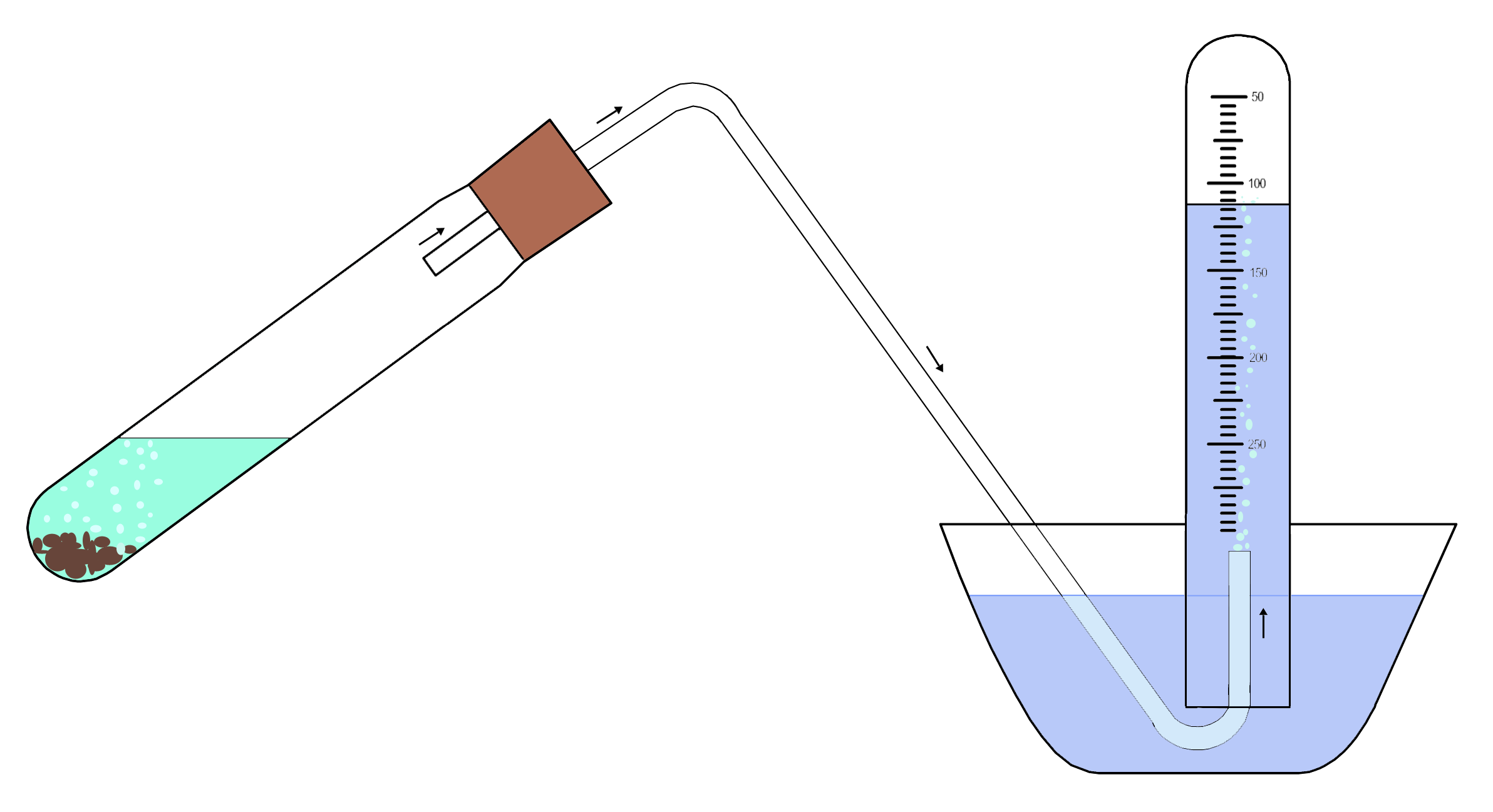
Montage pour le recueil de gaz (par déplacement d'eau) avec utilisation d'un eudiomètre.

Un montage pour le recueil de gaz, aussi souvent appelé montage par déplacement d'eau et parfois, plus simplement (et pour des raisons historiques), cuve à eau, est un dispositif de laboratoire destiné à piéger un gaz pour l'isoler et, éventuellement, mesurer facilement son volume.
Dans le cas d'un gaz trop soluble dans l'eau, une autre option consiste à remplacer l'eau par un autre solvant ou par du mercure liquide avec les mesures de sécurité requises.

## Problématique & principe
Du fait de sa nature expansive et microscopiquement désordonnée, déterminer le volume d'un gaz parmi d'autres gaz n'est pas chose aisée voire impossible si celui-ci est produit à l'air libre (système ouvert). En effet, tous les gaz se mélangent. À la rigueur, dans un système fermé, des considérations et des calculs prenant en compte la pression partielle de chacun des gaz présents pourraient apporter une réponse à cette problématique. Cependant, des mesures précises de pression sont nécessaires et n'étaient pas réalisables au début de l'étude historique de la chimie des gaz, anciennement appelée chimie pneumatique.
C'est au XVIIIe siècle, période reconnue comme celle du développement de l'étude de la chimie des gaz que les scientifiques ont résolu le problème en utilisant un montage pour le recueil de gaz.
La source de gaz est hermétiquement reliée par un tuyau flexible à un long récipient cylindrique vertical initialement rempli d'eau et retourné, en partie immergé, dans un réservoir lui aussi rempli d'eau. Le gaz produit, du fait de sa moindre densité par rapport à un liquide, est ainsi recueilli dans la partie supérieure du montage. Le volume du gaz est simplement égal à celui du volume d'eau déplacée car le gaz exerce une pression sur la colonne d'eau existante.

## Historique

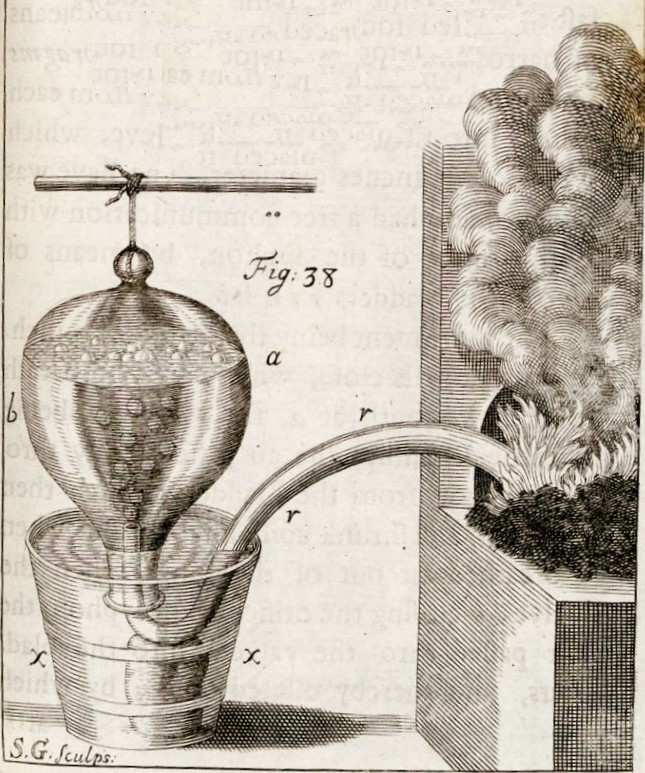
Montage historique pour le recueil de gaz (par déplacement d'eau) mis au point par Stephen Hales (1727).

Le montage par déplacement d'eau a été mis au point en 1727 par le scientifique anglais Stephen Hales (1677-1761) pour identifier le gaz produit et déterminer son volume lors d'une réaction chimique dans le cadre de ses expérimentations en physiologie végétale.
Pour proposer son montage, Stephen Hales s'est inspiré des premiers essais réalisés dans la deuxième moitié du XVIIe siècle par ses prédécesseurs en la matière : le physicien et chimiste irlandais Robert Boyle en 1659 et le scientifique anglais John Mayow en 1674 lors de leurs travaux de recherche sur les propriétés des gaz.

## Évolution
Depuis sa conception au début du XVIIIe siècle, le montage pour le recueil de gaz a beaucoup évolué. 
Ainsi, durant leurs travaux de recherche sur la chimie des gaz, des scientifiques comme William Brownrigg (en 1765) puis Henry Cavendish (en 1766) et enfin Joseph Priestley (en 1774) ont utilisé et perfectionné ce montage,.
En particulier, c'est Henry Cavendish qui proposa l'utilisation du mercure liquide pour pallier la difficulté de recueillir des gaz trop solubles dans l'eau. On peut ainsi donner l'exemple du chlorure d'hydrogène.
Avec le développement de la chimie industrielle au XIXe siècle, le montage pour le recueil de gaz est devenu d'usage courant dans les laboratoires. Il est d'ailleurs, dès lors, souvent associé à d'autres équipements pour constituer les premières unités de production industrielle de gaz, souvent le dioxygène et le dihydrogène.

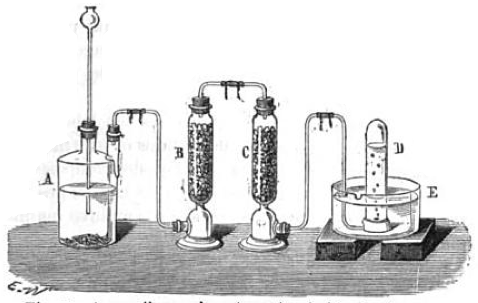
Assemblage de verrerie de laboratoire utilisant un montage pour le recueil de gaz (parties légendées D et E sur ce schéma datant de 1861 et illustrant un procédé industriel de production de dihydrogène).

De nos jours, en laboratoire, on utilise de la verrerie dédiée afin de constituer un montage pour le recueil de gaz : flacon ou erlenmeyer, cristallisoir, tube à dégagement et éprouvette graduée ou eudiomètre.
Dans une perspective ludique et spectaculaire, le principe du montage pour le recueil de gaz est à rapprocher de celui d'une fusée à eau, aussi appelée plus techniquement fusée hydropneumatique.